# Mount Ajax
Der Mount Ajax ist ein 3770 m hoher Berg, der sich 1,5 km westsüdwestlich des Mount Royalist in den Admiralitätsbergen erhebt. Benannt wurde er von Teilnehmern einer von 1958 bis 1959 durchgeführten Kampagne im Rahmen der New Zealand Geological Survey Antarctic Expedition nach der Ajax. Weitere Berge in der Umgebung wurden nach neuseeländischen Schiffen benannt wie bspw. der nahe gelegene Mount Achilles nach Achilles.